# Стара Башка
Стара Башка је насељено место у саставу општине Пунат у Приморско-горанској жупанији, Република Хрватска.

## Географија
Стара Башка се налази на острву Крку.

## Историја
До територијалне реорганизације у Хрватској насеље се налазило у саставу бивше велике општине Крк.

## Становништво
На попису становништва 2011. године, Стара Башка је имала 113 становника.